# Балка Куряча (притока Нагольної)
Балка Куряча — балка (річка) в Україні у Довжанському районі Луганської області. Ліва притока річки Нагольної (басейн Азовського моря).

## Опис
Довжина балки приблизно 6,21 км, найкоротша відстань між витоком і гирлом — 5,36  км, коефіцієнт звивистості річки — 1,16 . Формується декількома балками та загатами.

## Розташування
Бере початок на південно-західній стороні від селища Іващенко. Тече переважно на північний захід через південно-західну частину селища Нагольно-Тарасівку і впадає у річку Нагольну, ліву притоку річки Міусу.

## Цікаві факти
- Від витоку балки на південно-західній стороні на відстані приблизно 5,30 км пролягає автошлях М03[2] (автомобільний шлях міжнародного значення на території України, Київ — Харків — кпп Довжанський (державний кордон з Росією).).

- Від гирла на північно-східній стороні на відстані приблизно 1,70 км розташований Мемеріальний парк Нагольно-Тарасівки[2].